# Liste des championnes du monde poids mi-lourds de boxe anglaise
La liste des championnes du monde de boxe poids mi-lourds  regroupe les championnes du monde de boxe anglaise de la catégorie des poids mi-lourds reconnues par les organisations suivantes :
- La WBA (World Boxing Association), fondée en 1921 et succédant à la NBA (National Boxing Association) en 1962,
- La WBC (World Boxing Council), fondée en 1963,
- L'IBF (International Boxing Federation), fondée en 1983,
- La WBO (World Boxing Organization), fondée en 1988.

Avant 1921, les champions du monde étaient reconnus en tant que tel par le public sans qu’il n’y ait d’organisme particulier pour gérer l’attribution de ce titre.
Mise à jour : 1er décembre 2022

## WBA
| Gain du titre | Perte du titre | Championne          | Défenses |
| ------------- | -------------- | ------------------- | -------- |
| 17 avril 2021 |                | Hanna Gabriels (en) | 0        |

## WBO
| Gain du titre | Perte du titre  | Championne         | Défenses |
| ------------- | --------------- | ------------------ | -------- |
| 30 mars 2019  | 26 janvier 2021 | Geovana Peres (en) | 1        |

## IBF
La ceinture de championne du monde IBF n'a jamais été attribuée dans la catégorie des mi-lourds.

## WBC
La ceinture de championne du monde WBC n'existe pas à ce jour. 